# برزیتس
برزیتس (به چکی: Březejc) یک منطقهٔ مسکونی در جمهوری چک است که در ناحیه ژدار ناد سازاووو واقع شده‌است. برزیتس ۴٫۵ کیلومتر مربع مساحت و ۱۴۱ نفر جمعیت دارد و ۵۹۹ متر بالاتر از سطح دریا واقع شده‌است.